# Queen’s Court House
Queen’s Court House ist ein Geschäftsgebäude in der schottischen Stadt Ayr in der Council Area South Ayrshire. 1971 wurde das Gebäude in die schottischen Denkmallisten in der höchsten Kategorie A aufgenommen.

## Beschreibung
Das Gebäude stammt aus dem Jahr 1857 und wurde im Auftrag der Royal Bank of Scotland errichtet. Heute ist es ein Geschäftsgebäude. Es befindet sich an der Straße Sandgate, einer der Hauptverkehrsstraßen im Zentrum der Stadt. Stilistisch ist das Queen’s Court House der Neorenaissance zuzuordnen. Die fünf Achsen weite Frontseite besitzt zwei Eingänge auf den äußeren Achsen. Die Öffnungen sind mit Rundbögen und Tympana gestaltet. Blendpfeiler flankieren sie, die in Kragsteinen zur Stützung der Verdachung münden. Unterhalb des ersten Stockwerkgesimses läuft ein ornamentierter Fries um. Alle Fenster sind mit Rundbögen gearbeitet und in den beiden Obergeschossen mit Blendpfeilern und Gesimse gestaltet. Erhabene Ecksteine rahmen die Fassade ein. Das Gebäude schließt mit einem schiefergedeckten Plattformdach ab.